# Ait Ouallal
Ait Ouallal (en àrab أيت ولال, Ayt Wallāl; en amazic ⴰⵢⵜ ⵡⴰⵍⵍⴰⵍ) és una comuna rural de la província de Zagora, a la regió de Drâa-Tafilalet, al Marroc. Segons el cens de 2014 tenia una població total de 11.224 persones.